# サントリータコハイ
サントリータコハイは、1983年にサントリー（初代法人、現：サントリーホールディングス）から発売された、甲類焼酎を炭酸で割った缶入りの低アルコール飲料である。タコハイの名称は多幸ハイという意味を込めている。

## 歴史
1980年代の居酒屋ブーム、チューハイブームを背景に、サントリーが開発した製品。当時、サントリーは焼酎の製造免許を取得していなかったため、実際は甲類焼酎の「サントリー樹氷」をスピリッツ規格の「マイルド・ウォッカ」と称して販売していた。このため焼酎をベースに炭酸で割ったハイボールである「酎ハイ」との差別化と、樹氷の消費拡大を狙って「タコハイ」の名称で飲み方を提案し、缶入り飲料を発売した。当初は「サントリー樹氷 タコハイ」という名称だったが、のちに1993年、焼酎の製造免許を取得すると「サントリータコハイ」に変わった。
かつては180ml缶（のちに容量が上がり200ml缶に替わる。その他300mlボトルも存在した）で発売されていたが、他社からの競合商品が次々と登場したことにより、次第にシェアが落ち込み、1999年以降は1000mlボトルのみでの販売となり、その後、同社の後発の酎ハイ（例：「-196°C」「カロリ。」「スーパーチューハイ」等）に押されるようなカタチで、製造中止ならびに販売終了となった。
現在は、サントリーの本拠である大阪を中心とする居酒屋や立ち飲み、串カツ、スナックなどの飲食店で「タコハイ」を飲むことができる。これは現在は甲類焼酎として販売されているサントリー樹氷をベースとしたカクテルを意味する商標であり、製法や成分は通常の酎ハイと変わらない。
2023年3月7日にサントリーの「こだわり酒場」ブランドの横展開シリーズとして無糖タイプのRTD缶チューハイ「こだわり酒場のタコハイ」、およびソーダ割り専用リキュール「こだわり酒場のタコハイの素」が全国で新発売された。

## CM
1982年にコピーライターの仲畑貴志が女優の田中裕子を起用して、企画制作されたサントリー樹氷のCM「タコなのよ、タコ。タコが言うのよ。」が放映されて評判を呼び、当時の流行語になる。その当時、居酒屋を中心に酎ハイブームが起こっていたこともあり、樹氷をそのままチューハイのベースにし、その「タコ」をイラストに仕立てて、タコハイが誕生する。
仲畑はサントリーのCM企画で、たびたび田中を起用したCMを放映し、樹氷→タコハイと立て続けに田中をCMに起用。CMはそれぞれ評判を呼び、コピーライターとしてだけでなく、CM企画者としての仲畑の評価も高まった。ちなみに仲畑は「なぜあのCMでタコというフレーズを使ったのか」という質問に対して、「嫁入り前の年齢になったいいとこの娘さんを持った父親をイメージしていたら、当時の雰囲気と簡潔な表現を求めてゆく内に、結果としてタコに行き着いた」という風に語っている。
「こだわり酒場のタコハイ」（2023年）のCMには、田中みな実（フリーアナウンサー・女優・タレント）と梅沢富美男（俳優・歌手）が出演した。

## その他
- 缶に描かれていたイラストのタコボーイは、カールおじさんなどを手がけたひこねのりおによるもので、とぼけたユーモラスさが評判となった。サントリーは缶ビールの宣伝でもひこねがデザインしたペンギンのキャラクターを起用し、松田聖子が英語詞で歌う「SWEET MEMORIES」が流れるCMが話題となった。
- 1984年に公開されたアニメ映画『超時空要塞マクロス 愛・おぼえていますか』では、戦闘機から一斉発射されたミサイルに混じってタコハイ缶が飛ぶという作画スタッフのお遊びカットがあった[3]。また、同じカットでは、当時サントリーがライセンスを取得し、国内で製造販売していたバドワイザー缶も描かれている。
- 子供がジュースと間違えて飲んでしまう事例を多数引き起こしたことも受けて、「これはお酒です」という注意を促す表記が缶に記された最初の製品でもある[要出典]。
- ライバルの宝酒造は「タカラCanチューハイ」のCMにたこ八郎を起用し、ボクサー姿のたこ八郎がパンチで殴られるCMをオンエアし、事実上の比較広告となった[要出典]。なお、たこ八郎はサントリーの「ジンフィズ」のCMにも出演していた。
- サントリーがタコハイを送り出してから1年後の1984年に、「ビーハイ」という派生商品が発売される。その名のとおり、ビールを焼酎で割ったもので、今日の「第三のビール」（新ジャンルアルコール飲料。このタイプのものは「第四のビール」とも呼ばれる）の元祖であり、ある意味ルーツ（もしくは雛型）的な商品ともいえる。
- この他1985年頃には、あらかじめ風味がつけられたエキスに、ソーダ（炭酸水）を加えるだけでタコハイが楽しめるリキュール「タコハイの素」が発売されている。味はプラムとレモンライムの2種類が存在した。
- 田中裕子がCM出演していた時期のCM使用曲は、当時まだBOØWYがブレイクする以前だった布袋寅泰が手掛けている。[要出典]。